# Ален Роб-Ґріє
Але́н Роб-Гріє́ (фр. Alain Robbe-Grillet; 18 серпня 1922, Брест, Фіністер, Бретань — 18 лютого 2008, Кан, Кальвадос, Нормандія) — французький письменник, один із засновників «нового роману» (разом з Наталі Саррот і Мішелем Бютором), член Французької академії (2004).

## Біографія

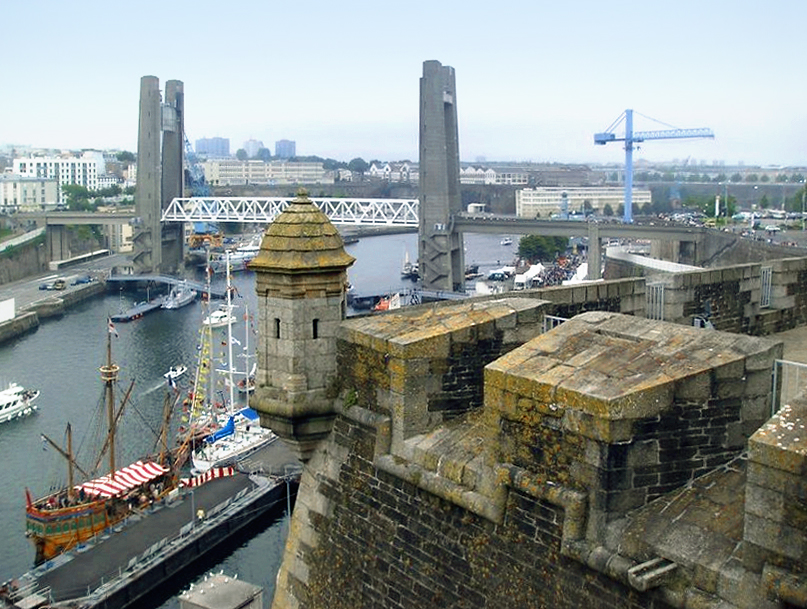
Брест — рідне місто Алена Роб-Ґріє

Ален Роб-Ґріє народився в родині науковців у місті Брест (Фіністер, Бретань). Навчався в Ліцеї Бюффона в Парижі, в ліцеї міста Брест та в ліцей Святого Людовика в Парижі. Закінчив Національний інститут агрономії. Перший роман Роб-Ґріє «Царевбивство», написаний ним у 1949 році, залишався неопублікованим до 1978 року. Рукопис роману автор запропонував одному з найбільших паризьких видавництв «Ґаллімар», яке відмовилося його публікувати. Проте перший досвід Роба-Ґріє був помічений, і рукопис відправили літературному консультантові іншого видавництва — «Мінюї». У наступні два роки Роб-Ґріє працює інженером у Колоніальному інституті плодових і цитрусових, часто відвідуючи Марокко, Французьку Гвіану, Гваделупу та на Мартиніку. Наприкінці 1950 року він залишає цю посаду за станом здоров'я. Після повернення до Франції він пише свій другий роман «Ґумки» (фр. «Les Gommes») і пропонує його видавництву «Мінюї», яке опублікувало його 1953 року. Тоді критика не надала роману особливого значення. Однак відтоді Роб-Ґріє зосередився на літературній творчості.
Справжній успіх письменника пов'язаний з виходом у світ в 1955 році його наступного роману — «Підглядач» («Вуаєрист»; фр. Le Voyeur). Роман одержав престижну Премію Критики, але не обійшлося і без кучного скандалу. Низка газет опублікувала розгромні рецензії на цей роман. Один з рецензентів вважав навіть, що книга заслуговує не престижної премії, а розгляду в суді на предмет образи суспільної моралі. А самому авторові рекомендують лікуватися в психіатричній клініці. Водночас Роб-Гріє одержав і широку підтримку з боку таких відомих критиків, як Ролан Барт та Моріс Бланшо. На захист письменника висловилися також Альбер Камю й Андре Бретон. Завдяки їхній підтримці Роб-Ґріє одержує в журналі «Експрес» колонку, в якій публікує серію з дев'яти статей під загальним заголовком «Література сьогодні». Ці статті, що публікувалися з жовтня 1955 року по лютий 1956 року пізніше лягли в основу програмного збірника есеїв «За новий роман» (фр. Pour un Nouveau Roman), що став маніфестом названого напрямку.
Щораз виступи письменника були приводом до запеклих літературних дискусій, які не припинялися до кінця 1970-х років. Роб-Ґріє стає рецензентом, а пізніше літературним директором видавництва «Мінюї». Під його керівництвом це видавництво стало справжнім центром течії нового роману. А сам Роб-Ґріє – визнаним лідером руху, до якого приєдналися Мішель Бютор, Наталі Саррот, Марґеріт Дюрас, Клод Сімон, Робер Пенже та інші літератури. Роб-Ґріє продовжує активно писати. Виходять його романи  «Ревнощі» (1957) «У лабіринті» (1959). На початку 1960-х письменник активно включається в роботу в кінематографі, спочатку як сценарист, а пізніше і як плідний режисер. В 1971—1995 роках він викладав у Нью-йоркському університеті, потім повернувся до Франції та оселився у Каннах.
1985 року Роб-Ґріє знову шокує читачів і критиків публікацією своєї нової книжки «Дзеркало, що повертається», яка є першою частиною автобіографічної трилогії. Друга частина, «Анжеліка, або Ворожіння», з'явилася 1988 року, а третя — «Останні дні Коринфу» — 1994 року. Ця трилогія мало схожа на традиційну автобіографію. У цій псевдо-автобіографії автор вільно змішує шари реальності й фантазії, підтверджуючи свою славу літературного експериментатора. 2001 року у видавництві «Мінюї» виходить останній роман письменника — «Повторення» (фр. La Reprise). Це роман-літературна гра, навіть автопародія. Автор під виглядом якогось іншого оповідача часто сам вступає в оповідання, корегуючи його. У тексті вказується на сховані літературні алюзії та на інші твори самого Роба-Ґріє. У романі описується шпигунська історія в період початку холодної війни. Шпигунський роман, розгортаючись, наповнюється дедалі більшою кількістю химерних деталей.
Роб-Ґріє працював також у кінематографі. Сценарист декількох фільмів, зокрема стрічки Алена Рене «Торік у Марієнбаді» (1961). Як режисер, поставив фільми «Безсмертна»/L'immortelle (1963), «Транс'європейський експрес» (1966), «Людина, яка бреше», «Рай і після», «Гра з вогнем», «Вам дзвонить Ґрадіва» (2006) (за романом німецького письменника Вільгельма Єнсена «Градіва» та за книгою Зиґмунда Фройда «Марення й сни в „Ґрадіві“ Єнсена»).

## Творчість і стиль
Стиль Роба-Ґріє в його перших романах можна охарактеризувати як «речизм» (фр. chosisme). Оповідь зумисне знеособлена й одноплощинна. Головним мотивом стає нав'язливий опис предметів, що повторюється, неживих речей, якихось випадкових побутових деталей, здавалося б, абсолютно зайвих і таких, що відтісняють розповідь про події і образи персонажів. Проте, поступово стає ясно, що ніякої події і не відбувається, а опис предметів навколишнього світу примушує поставити питання про те, що таке буття. Єдине, що можна стверджувати про світ романів Роба-Ґріє — це світ існує. Все, що є у світі — це знаки, але не знаки чогось іншого, не символи, а знаки самого себе. Тобто, Роб-Ґріє рішуче пориває з метафорою і антропоморфізмом. Прозу Роба-Ґріє часто називають загадковою й незрозумілою, попри зовнішню спрощеність і знеособленість, і не випадково з'явився стійкий вираз «романи-лабіринти Роба-Ґріє».
Від «речизму» Роб-Ґріє перейшов до «ігрових» текстів, що використовують міфологеми масової культури, архетипи підсвідомості. В романах Роб-Ґріє посилюється присутнє і в ранніх творах пародійне начало — письменник пародіює поліцейські, любовні, колоніальні романи, порно-пригодницькі фільми, а також модні інтелектуальні стереотипи. До цього періоду слід віднести роман-детектив «Проект революції в Нью-Йорку» (1970), роман «Топологія міста-примари» (1975). Так, в «Проекті революції в Нью-Йорку» з нарочитою незворушністю описуються, зокрема, жахливі тортури, які проробляються над дівчиною, потім ця ж сцена повторюється, варіюючись багато разів, так що вже незрозуміло, чи йдеться про ту саму дівчину, чи вона одна і хто її мучителі. Тема серійності набуває ключового статусу в поетиці Роба-Ґріє. У зв'язку з цим цікаво пов'язати стилістику письменника з філософською концепцією серійного мислення.

## Твори

### Романи
- Un régicide (1949)
- Les Gommes (1953)
- Le Voyeur (1955), одержав Премію Критики (фр. le Prix des Critique)
- La Jalousie (1957)
- Dans le labyrinthe (1959)
- La Maison de rendez-vous (1965)
- Projet pour une révolution à New York (1970)
- Topologie d'une cité fantôme (1976)
- Souvenirs du Triangle d'Or (1978)
- Djinn (1981)
- La Reprise (2001)
- Un roman sentimental[5] (2007)
- La Forteresse, сценарій для Мікеланджело Антоніоні, (2009)

### Оповідання
- Instantanés (1962)

### Есе
- Pour un Nouveau Roman (1963) — програмний маніфест «Нового роману».
- Le Voyageur, essais et entretiens (2001)
- Entretiens avec Alain Robbe-Grillet', par Benoît Peeters, DVD vidéo, Les Impressions Nouvelles, (2001)
- Préface à une vie d'écrivain[6] (2005)

### Автобіографічні твори
- Le Miroir qui revient (1985)
- Angélique ou l'enchantement (1988)
- Les Derniers Jours de Corinthe (1994)

### Фільми

#### Кіноромани
- L'Année dernière à Marienbad (1961)
- L'Immortelle (1963)
- Glissements progressifs du plaisir (1974)
- С'est Gradiva qui vous appelle (2002)

#### Фільмографія
- Trans-Europ-Express (1966)
- L'Homme qui ment (1968)
- Eden et après(1970)
- Glissements progressifs du plaisir (1974)
- La belle captive (1983), в ролях: Daniel Mesguich, Gabrielle Lazure, Cyrielle Claire, Daniel Emilfork, Roland Dubillard, François Chaumette
- The Blue Villa (1995), в ролях: Fred Ward, Arielle Dombasle
- C'est Gradiva qui vous appelle (2006), в ролях: James Wilby, Arielle Dombasle, Dany Verissimo.

## Українські переклади
- Джін, або Червона калюжа на розбитій бруківці. Київ: журнал Всесвіт, № 7, 1992 р.  Переклав Ярослав Коваль.
- Проект революції у місті Нью-Йорк: пер. з фр. Ірина Серебрякова // «Всесвіт» (Київ). — 2015. — № 3-4. — С. 73-156.
- Джин, або Червона калюжа на розбитій бруківці. Ґумки. В лабіринті. Романи. Переклад Ярослава Коваля. К.: видавництво "Ще одну сторінку" (готується до видання).